# 华凤仙
华凤仙（学名：Impatiens chinensis）是凤仙花科凤仙花属的植物。分布于缅甸、马来西亚、印度、越南、泰国以及中国大陆的福建、广东、广西、江西、云南、浙江、安徽等地，生长于海拔100米至1,200米的地区，多生长在水沟旁、池塘、田边及沼泽地，目前尚未由人工引种栽培。

## 别名
水边指甲花